# Charlotte Gray (historiadora)
Charlotte Gray (1948) es una historiadora y autora inglesa radicada en Canadá.

## Biografía
Nació en Inglaterra, estudió en la Universidad de Oxford y en la London School of Economics; en 1979 se fue a Canadá. Trabajó durante varios años como periodista, escribiendo una columna regular sobre la política nacional para el Saturday Night y apareciendo regularmente en la radio y la televisión formando parte de los grupos de debate. 
Gray es profesora adjunta de investigación en el Departamento de Historia en la Universidad de Carleton, y posee títulos honoríficos de la Universidad Mount Saint Vincent en Halifax, la Universidad de Ottawa y la Universidad de Queen's. En 2003, le concedieron la Medalla UBC de Biografía, y el Premio de Pierre Berton por haberse distinguido en la promoción y divulgación de la historia canadiense. Ha ganado o ha sido nominada para la mayoría de los principales premios de no ficción en Canadá. En 2004 fue miembro del jurado para el prestigioso Premio Giller Scotiabank. En 2007, le hicieron miembro de la Orden de Canadá. También ha escrito para Chatelaine, The Globe and Mail, el National Post y el Ottawa Citizen.
Charlotte Gray vive en Nueva Edimburgo, una comunidad de Ottawa. Está casada con George Anderson, presidente de una organización llamada el Foro de Federaciones, y ex viceministro de Recursos Naturales de Canadá y de Asuntos Intergubernamentales. La pareja tiene tres hijos.

## Obra
- Mrs. King: The Life and Times of Isabel Mackenzie King  1997
- Sisters in the Wilderness: The Lives of Susanna Moodie and Catharine Parr Traill  1999
- Flint & Feather: The Life and Times of E. Pauline Johnson, Tekahionwake  2002
- Canada, A Portrait in Letters  2003
- The Museum Called Canada  2004
- Reluctant Genius: The Passionate Life and Inventive Mind of Alexander Graham Bell  2006
- Extraordinary Canadians: Nellie McClung  2008
- Gold Diggers: Striking it Rich in the Klondike 2010
- The Massey Murder: A Maid, Her Master and the Trial that Shocked a Country 2013.